# Bandeira dos Estados Federados Malaios

1:2. Bandeira dos Estados Federados Malaios.

Insígnia Naval dos Estados Federados Malaios (1895-1946)

A bandeira dos Estados Federados Malaios (EFM) (Negeri Negeri Melayu Bersekutu) representou a união dos quatro estados Malaios de Selangor, Perak, Negeri Sembilan e Pahang numa federação como protectorado da Coroa Britânica.
A bandeira era listada horizontalmente com uma faixa branca no topo, seguida de uma faixa vermelha, uma amarela, e por último uma faixa negra. No centro figurava uma oval branca de eixo horizontal, contendo um Tigre-malaio (em língua malaia:Harimau Malaya) em salto, para a esquerda do observador. 
A juntar à bandeira estatal, os EFM tinham também uma insígnia naval. A insígnia, com as quatro cores dos EFM, foi hasteada num couraçado sob comando Britânico durante a Batalha da Jutlândia (Primeira Guerra Mundial) no Mar do Norte.
As cores das quatro listas representavam os quatro estados da federação. As cores branco, vermelho, amarelo e negro, simbolizavam as cores usadas nas bandeiras dos quatro estados;
- Vermelho e Amarelo de Selangor
- Branco, Amarelo e Negro de Perak
- Vermelho, Negro e Amarelo de Negeri Sembilan
- Branco e Negro de Pahang

| Bandeira | Estado          | Observações     |
| -------- | --------------- | --------------- |
|          | Selangor        | Em uso até 1965 |
|          | Perak           |                 |
|          | Negeri Sembilan |                 |
|          | Pahang          |                 |